# Stadtbad Witten
Das Stadtbad Witten war ein städtisches Hallenbad an der Gerichtsstraße in Witten. Es zählte zu den größten städtischen Bauvorhaben Wittens der Nachkriegszeit. Es wurde bis 2003 betrieben.

## Geschichte
Das erste Wittener Hallenbad wurde 1911 errichtet. Beim 2. Großangriff auf Witten am 19. März 1945 wurde in den frühen Morgenstunden das Wittener Hallenbad stark zerstört. Das Schwimmbecken wurde aber noch bis 1949 genutzt.
Der Neubau begann auf Betreiben einiger Wittener Bürger im Oktober 1955, die Eröffnung fand im 26. Juli 1958 statt. Die Einnahmen aus Lotterien und Spenden in Höhe von 318.000 DM trugen einen Teil der Baukosten. Die Sprunganlage hatte drei, fünf und siebeneinhalb Meter Höhe. Im Bad trainierten Vereine. Es wurden Schwimmkurse für die Bevölkerung veranstaltet. Das Gesundheitsbad mit Sauna wurde erst im Oktober 1958 eröffnet. Es gab Wannenbäder sowie Duschbäder zu mieten, denn in der Nachkriegszeit hatten nicht alle Wohnungen Badezimmer.
1989 wurde das Bad in die Trägerschaft der Stadtwerke Witten übertragen, die das Kostendefizit steuerlich geltend machen konnten. Im Jahr 1999 war geplant, das Bad für 12 Mio. DM zu sanieren. Eine Machbarkeitsstudie ergab prognostizierte Kosten für eine Modernisierung in Höhe von 15 Mio. DM. Daraufhin beschlossen die Stadtwerke, das Bad zum 31. Januar 2003 zu schließen. Im April 2002 wurde die Schließung bei einer Veranstaltung des Habitat-Forums mit den Bürgern kontrovers diskutiert. Im Juni 2002 fand eine Protestveranstaltung der Schwimmvereine statt, doch blieben Stadtbaurat Oedinger und SPD-Fraktionschef Richter bei ihrer Haltung. Eine Bürgerinitiative berechnete die Kosten für eine Sanierung vom Bad und Sauna auf 4 bis 5 Millionen Euro. Der Finanzierungsvorschlag umfasste öffentliche Zuschüsse, der Vermietung leerer Räume, Bürgeranteile sowie Kostenoptimierungen bei den Stadtwerken.
Die Bürgerinitiative überreichte im Dezember 2002 etwa 9200 Unterschriften eines im November begonnenen Bürgerbegehrens an Bürgermeister Klaus Lohmann (SPD). Es folgte die Schließung im Jahr 2003 und der Abriss 2005 und der Neubau eines Seniorenheims an gleicher Stelle.
Im Wittener Raum stehen noch das Hallenbad Annen, das Hallenbad Herbede und das Freizeitbad Heveney zur Verfügung.